# 富山橋 (富士川)
富山橋（とみやまばし）は、山梨県南巨摩郡身延町にある富士川に架かる橋である。

## 概要
国道300号（通称：本栖みち）では最長の橋である。名前の由来は両岸にあった富里村の富と下山村の山からきているとされるが、定かではない。古くから下山地区の住民が対岸にある身延線波高島駅を利用するのに重要な役割を担っている。
架橋の始まりは1928年（昭和3年）で、渡し船の経営者に有料橋建設の許可が出て着手されたが、工事中に流失。1936年（昭和11年）に県費負担で架橋が再開され、木橋のほかに吊り橋も試されたが増水のたびに流失していた模様である。1955年（昭和30年）から1967年（昭和42年）にかけて木橋から全長457m、幅7.0mの歩車分離式のトラス橋に順次架け替えられ、以降その橋は流されることなく使用されていた。架橋後40年以上が経過し老朽化が進行したことと、波高島付近に中部横断自動車道身延インターチェンジが設けられることとなり、車道部の幅員が5.5mしかない状況では工事車両の通行に支障をきたすことから波高島地区の道路改良工事と併せて旧橋の北側に桁橋への架け替えが行われ、2008年（平成20年）に開通。同時に行われていたトンネル工事（波高島トンネル、全長742m）とあわせ波高島バイパスとして供用を開始した。その後旧橋は閉鎖され、順次撤去されている。

## 諸元
|      | 開通年 | 全長 | 全幅  | 車線数 | 備考                 | 参考資料 |
| ---- | ------ | ---- | ----- | ------ | -------------------- | -------- |
| 新橋 | 2008年 | 447m | 11.2m | 2車線  |                      | [ 4 ]    |
| 旧橋 | 1967年 | 457m | 7m    | 2車線  | 新橋開通後閉鎖・解体 | [ 2 ]    |

- 橋長：447m
- 幅員：11.2m（車道+歩道）
- 路線名：国道300号（本栖みち）
- 車線数：2車線